# Coleophora orbitella
Coleophora orbitella é uma espécie de mariposa do gênero Coleophora pertencente à família Coleophoridae.